# Complexe olympique de la zone côtière de Fáliro
Le complexe olympique de la zone côtière de Fáliro (en grec moderne : Ολυμπιακό Συγκρότημα Φαλήρου) est un complexe sportif de l'agglomération d'Athènes, situé dans les municipalités du Pirée, de Kallithéa et de Phalère.

## Présentation
Le complexe est composé de deux salles et d'un stade de beach-volley.

### Stade de la Paix et de l'Amitié
La salle, inaugurée en 1985, et localisée dans le quartier de Néo Fáliro au Pirée, avait une capacité de 14 905 places avant sa rénovation, opérée dans le cadre des Jeux olympiques d'été de 2004. Les travaux, qui ont débuté en avril 2002, sont terminés en juin 2004. La salle, sous sa nouvelle configuration, a été inaugurée le 11 août 2004 et peut accueillir 12 171 spectateurs.
La salle, qui sert de salle pour le club de basket-ball de l'Olympiakós, a accueilli les épreuves de volley-ball durant les Jeux.
La salle a dans le passé abrité d'autres compétitions majeures, principalement en basket-ball. La Grèce devient championne d'Europe 1987 devant l'URSS. La salle abrite également les phases de poules du championnat du monde 1998.
Le Cibona Zagreb remporte la Coupe des clubs champions 1985 face au Real Madrid et le CSP Limoges remporte la seule Coupe des clubs champions du basket-ball français en 1993.
La salle a également accueilli la finale de la Coupe Saporta en 1989, ainsi que d'autres manifestations sportives :
- Volley-ball : championnat du monde 1994 et le championnat d'Europe 1995. Pour les compétitions de club, Final Four de Top Teams Cup masculine 1996, Final Four de Top Teams Cup masculine 2005 ;
- Athlétisme : championnat d'Europe d'athlétisme en salle 1985 ;
- Lutte : Coupe du monde 1988, championnat du monde 1999 et championnat d'Europe en 1986 ;
- Gymnastique : championnat du monde en 1991 et championnat d'Europe en 1990 ;
- Haltérophilie : championnat du monde 1999.

### Stade de beach-volley

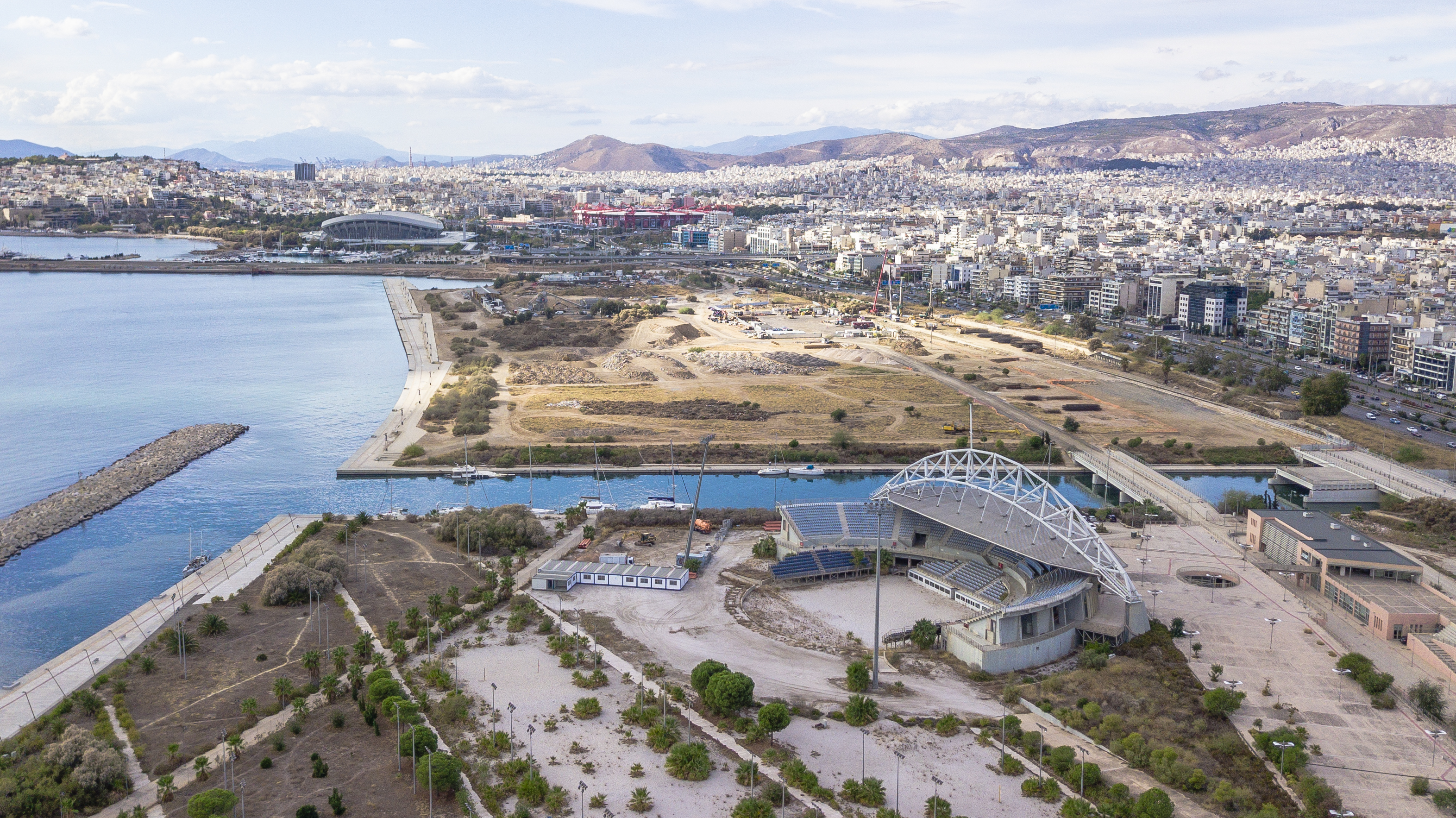
Le stade de beach-volley à l'abandon en octobre 2017.

Le stade, d'une capacité totale de 9 600 places, a été inauguré le 2 août 2004. Durant les Jeux, la capacité avait été limitée à 7 300 places. Il est localisé dans la municipalité de Kallithéa.
Après les Jeux olympiques de 2004, le stade est laissé à l'abandon, comme de nombreux sites construits pour ces olympiades. Le stade de beach-volley, plus encore que d'autres équipements, est considéré comme le symbole du « gâchis olympique » des Jeux d'Athènes,.

### Pavillon des sports
La salle, d'une capacité de 8 100 places, a été inaugurée le 12 août 2004. Durant les Jeux, elle a abrité les compétitions de handball, pour la phase éliminatoire, et de taekwondo. Elle est localisée dans la municipalité de Fáliro (ou Phalère).